# John Dewey
John Dewey (ur. 20 października 1859 w Burlington w stanie Vermont, zm. 1 czerwca 1952 w Nowym Jorku) – amerykański filozof pragmatysta, pedagog, czołowy przedstawiciel amerykańskiego progresywizmu. Twórca koncepcji szkoły pracy (1896–1902) w Chicago. Wykładał między innymi na uniwersytetach w Nowym Jorku na Uniwersytecie Columbia od 1904 oraz w Chicago..

## System pedagogiczny
Dewey oparł swój system pedagogiczny na instrumentalizmie, kierunku pragmatyzmu zapoczątkowanym przez Charlesa Peirce’a, a rozpowszechnionym przez Williama Jamesa. Polegał on na rozumieniu doświadczenia jako istoty prawdy – prawdziwe jest to co sprawdza się w działaniu jako prawdziwe. Doświadczenie jest źródłem zdobywania i weryfikowania wiedzy, stąd w jego szkole pracy rozwijane było hasło: uczenie się przez działanie. Szkoła ta powstała na wzór samowystarczalnego gospodarstwa domowego, gdzie dzieci wykonywały różne zajęcia rzemieślnicze i gospodarcze. Akcent położony był na aktywność praktyczną i manualną. Głównym celem szkoły było pobudzanie wrodzonych zdolności dzieci, zainteresowań, wzbogacanie doświadczeń, samodzielna praca, natomiast wiedzę zdobywało się niejako przy okazji.

W szkole nie było lekcji i przedmiotów, ośrodkiem był problem, który napotykało dziecko w codziennym życiu i jego rozwiązanie mające doprowadzić do nabywania wiadomości, dlatego zadaniem szkoły było stwarzanie sytuacji będących źródłem owych problemów.
Dewey wyodrębnił etapy myślenia prowadzące do rozwiązania problemu:
1. odczucie trudności
2. określenie trudności – sformułowanie problemu
3. szukanie rozwiązań – formułowanie hipotez
4. wyprowadzenie drogą rozumowania wniosków z rozwiązań – logiczna weryfikacja hipotez
5. dalsze obserwacje prowadzące do przyjęcia lub odrzucenia hipotezy – empiryczna weryfikacja hipotezy.

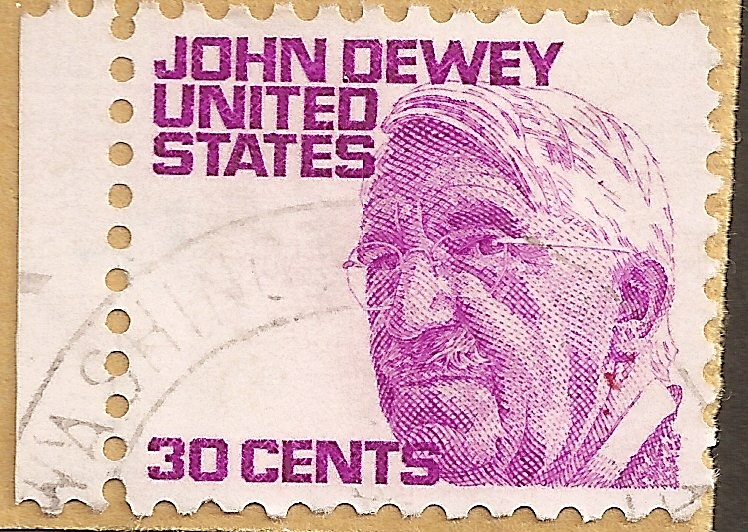
John Dewey na znaczku pocztowym

## Poglądy filozoficzne
Jako filozof jest Dewey początkowo idealistą, reprezentuje następnie pragmatyzm, wreszcie zaś przychodzi do antymetafizycznego socjalizmu. Dewey nie uznaje jedynej zasady dla wszelkiego stawania się, a usuwa również dualizm idei i rzeczywistości, wskazując na to, że w życiu społecznym zespala się świat idealny z naturalnym. Myślenie ludzkie uważa Dewey za narzędzie do przetwarzania świata naturalnego w świat ludzkich idei (instrumentalizm). Wpływ Deweya sięga daleko poza obręb jego specjalności, w teren socjologii, nauki o państwie, wychowania.
Pedagogikę uważa Dewey za grunt, na którym spotykają się wszystkie problemy filozoficzne, jako problemy życiowe, zaś filozofię określa jako ogólną naukę o wychowaniu. Głosi pogląd, że świat wartości musi powstawać w świecie doświadczenia i życia codziennego, i że dzięki sile umysłu zostanie przekształcona zarówno jednostka, jak i społeczność ludzka. Tym celom służyć ma wychowanie, dążące do ideałów demokracji. Szkoła ma być miejscem wspólnej produktywnej aktywności, aby budzić już za młodu rozumienie organizacji życia społecznego (szkoła pracy).
Zauważa, że demokracja opiera się na „publiczności”, która jest aktywna lub kreatywna, a polityka polega na niekończącej się dyskusji i samoczynnych zmianach punktów widzenia, a nie uznawaniu wcześniejszych.

## Poglądy polityczne
Utrzymywał bliskie kontakty z intelektualistami nowojorskimi pochodzenia żydowskiego (np. Horace'em Meyerem Kallenem, którego idea pluralizmu kulturowego była przez Deweya promowana). Był zwolennikiem sekularyzacji życia publicznego. Jeden z jego najważniejszych uczniów, Sydney Hook, nazwał swojego mistrza "intelektualnym przywódcą liberałów USA" i "intelektualnym trybunem postępu".
Związał się z kręgami amerykańskich trockistów (lewicy antystalinowskiej) i w tych charakterze przewodził pracom tzw. Komisji Deweya, której celem było przeprowadzenie sądu nad Lwem Trockim pod kątem oskarżeń wysuwanych wobec niego przez Józefa Stalina. Po przesłuchaniu samego zainteresowanego w Meksyku i długich pracach, komisja uniewinniła Trockiego.
Aktywny prawie do końca życia publikował artykuły w liberalnych i progresywistycznych czasopismach i dawał odczyty w tej tematyce.

## John Dewey a media
Według Deweya media masowe są niedoskonałe, ale konieczne. Zauważa, że komunikacja robi coś więcej niż przedłużanie wspólnot lokalnych. W rzeczywistości otwiera ona oryginalną przestrzeń, przestrzeń „publiczności”, która nie jest uporządkowaną i zepsutą masą, lecz wspólnotą oczekującą refleksyjności, narzędzi analizy i autoprezentacji, i która sprawia, że docenione i zrozumiałe staje się zależności człowieka, oraz przyznaje instytucjom prawomocność w prawdziwej debacie. Aktorzy, czyli bohaterowie i widzowie, więżą się za  pomocą procedur (narracji świadectwa, pokazu naukowego, interpretacji prawnej, czyli form publicznego doświadczenia). Przez konflikt punktów widzenia, pojawiają się niejednolite ramy interpretacyjne. Dewey podtrzymuje z mocą, że jednostki dysponują zdolnościami analizy i reakcji. Nowoczesne środki komunikacji, szeroko atakowane z artystycznego punktu widzenia, muszą nawet być uważane za środki wzbogacenia życia codziennego i kultury: to właśnie na Deweya z działa „Sztuka jako doświadczenie” powołuje się współczesny pragmatyzm i amerykańska tradycja socjologiczna, która z Jamesem Careyem na czele próbuje dopracować stanowisko jednocześnie progresywne, krytyczne i ekspresywne. Komunikacja masowa dobrze służy funkcjom integracyjnym wychwalanym przez Deweya.

## Wybrane prace Deweya
- Moje pedagogiczne credo (My Pedagogic Creed) (1897)
- Szkoła a społeczeństwo (The School and Society) (1900)
- Szkoła i dziecko (The Child and the Curriculum) (1902)
- Jak myślimy (How We Think) (1910)
- Demokracja i wychowanie (Democracy and Education) (1916)
- Creative Intelligence (1917)
- Recostruction in Philosophy (1920)
- Human Nature and Conduct (1922)
- Experience and Nature (1925).
- The Quest for Certainty (1929)
- Sztuka jako doświadczenie (Art as Experience) (1934)